# Arnold Jenny
Pour les articles homonymes, voir Jenny.
Arnold Albert Jenny (né le 20 juillet 1831 à Langenbruck, mort le 16 août 1881 à Soleure) est un peintre suisse.

## Biographie
La famille de Jenny décide vers 1832 de s'installer en Amérique, apparemment à cause de la division du canton de Bâle. La mère, Anna Marie née J., meurt peu de temps avant le départ prévu, le père, Johann Jakob, ébéniste et mécanicien, émigre en abandonnant ses enfants.

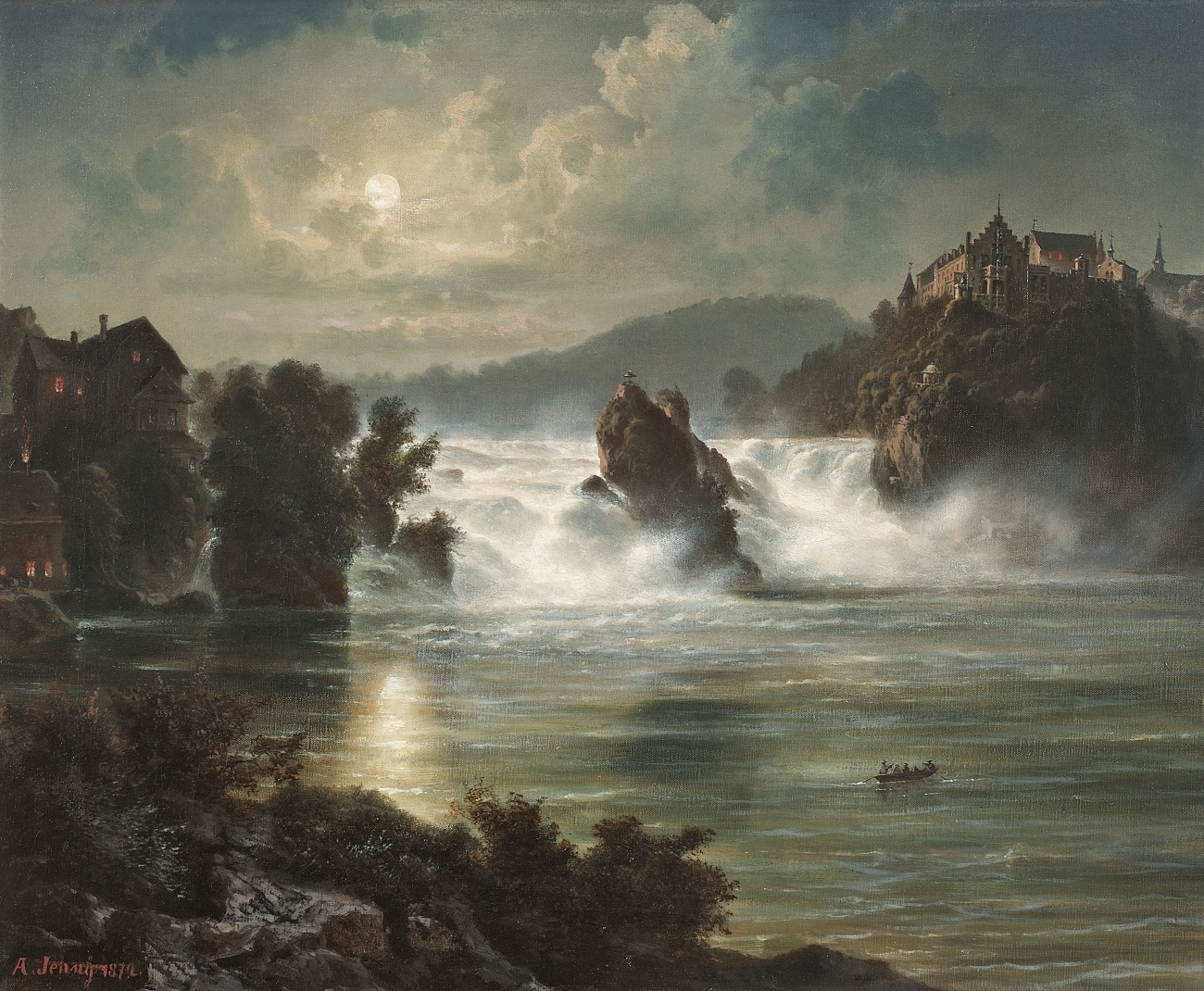
Chutes du Rhin à Schaffhouse, 1872.

Arnold Jenny subsiste en travaillant dans des fermes laitières et devient peintre en bâtiment sans avoir suivi d'apprentissage. Autodidacte, il apprend par la copie le dessin et l'aquarelle et se fait un nom avec ses œuvres à Langenbruck. Il dépeint diverses personnes et peint quatre fresques, des paysages fantastiques d'un diamètre de 90 cm dans le style de la peinture de paysage romantique tardive pour le foyer de la kursaal de Langenbruck. Lorsque la kursaal est démolie en 1981, les quatre fresques sont récupérées et remises à la préservation des monuments.
Jenny quitte Langenbruck en 1854 et vit jusqu'à sa mort à Soleure avec son frère Heinrich Jenny (de), également connu sous le nom de Postheiri, avec qui il travaille.
Pendant cette période, il peint des séries de vues des chutes du Rhin près de Schaffhouse. En 1867, Jenny participe à l'exposition itinérante de l'Association des Artistes Suisses avec la peinture de paysage alpin Lever de soleil sur la Jungfrau et de nouveau en 1871 avec la peinture de paysage alpin Effet de tempête sur le Wetterhorn et avec deux vues du lac de Lauerz.